# Gudmundita
La gudmundita és un mineral del grup de l'arsenopirita, de la classe dels sulfurs. Rep el seu nom de la localitat de Gudmundstorp (Suècia), on va ser descoberta l'any 1928.

## Característiques
La gudmundita és un sulfur de ferro i antimoni amb fórmula FeSbS, i pot contenir impureses de níquel. Cristal·litza en el sistema monoclínic formant prismes cònics. La seva duresa a l'escala de Mohs oscil·la entre 5,5 i 6. Té una fractura desigual i exfoliació absent. Pertany al grup arsenopirita de minerals juntament amb glaucodot, osarsita, arsenopirita i ruarsita.
Segons la classificació de Nickel-Strunz, la gudmundita pertany a «02.EA: Sulfurs metàl·lics, M:S = 1:2, amb Fe, Co, Ni, PGE, etc.» juntament amb els següents minerals: aurostibita, bambollaita, cattierita, erlichmanita, fukuchilita, geversita, hauerita, insizwaita, krutaita, laurita, penroseita, pirita, sperrylita, trogtalita, vaesita, villamaninita, dzharkenita, gaotaiita, alloclasita, costibita, ferroselita, frohbergita, glaucodot, kullerudita, marcassita, mattagamita, paracostibita, pararammelsbergita, oenita, anduoita, clinosafflorita, löllingita, nisbita, omeiita, paxita, rammelsbergita, safflorita, seinäjokita, arsenopirita, osarsita, ruarsita, cobaltita, gersdorffita, hol·lingworthita, irarsita, jolliffeita, krutovita, maslovita, michenerita, padmaita, platarsita, testibiopal·ladita, tolovkita, ullmannita, willyamita, changchengita, mayingita, hollingsworthita, kalungaita, milotaita, urvantsevita i rheniita.

## Formació i jaciments
És un mineral d'origen d'alteració hidrotermal. Sol trobar-se associada a altres minerals com: antimoni, arsenopirita, bismut, calcopirita, or, kermesita, pirita i pirrotina.